# Mindesthaltbarkeitsdatum
Das Mindesthaltbarkeitsdatum (MHD) ist ein vorgeschriebenes Kennzeichnungselement, das laut harmonisiertem EU-Recht bzw. schweizerischem Recht auf Fertigpackungen von Lebensmitteln anzugeben ist. Es gibt an, bis zu welchem Termin ein Lebensmittel bei sachgerechter Aufbewahrung (insbesondere Einhaltung der im Zusammenhang mit dem MHD genannten Lagertemperatur) auf jeden Fall ohne wesentliche Geschmacks- und Qualitätseinbußen sowie gesundheitliches Risiko zu konsumieren ist. Da es sich um ein Mindesthaltbarkeits – und nicht um ein Verfalldatum wie bei Medikamenten oder ein Verbrauchsdatum handelt, ist das Lebensmittel in der Regel auch nach dem angegebenen Datum noch verzehrbar, bei optimaler Lagerung oft auch noch sehr viel später. Die Festlegung des Mindesthaltbarkeitsdatums liegt im Ermessen des Herstellers. So kann es sein, dass gleichartige Produkte verschiedener Hersteller unterschiedliche Mindesthaltbarkeitsangaben haben.
Ebenso sind kosmetische Produkte gemäß der Verordnung (EG) Nr. 1223/2009 über kosmetische Mittel mit einem Mindesthaltbarkeitsdatum oder einem Symbol zu versehen, wie lange das Mittel nach dem Öffnen sicher ist und ohne Schaden für den Verbraucher verwendet werden kann.
Die Verwendungsdauer oder period after opening bezeichnet hingegen die Haltbarkeit nach Öffnen der Verpackung.
Die Aufbrauchfrist für Pflanzenschutzmittel ist im Pflanzenschutzgesetz geregelt.

## Mindesthaltbarkeit und maximale Haltbarkeit
Bei in mikrobiologischer Hinsicht sehr leicht verderblichen Lebensmitteln, die nach kurzer Zeit eine unmittelbare Gefahr für die menschliche Gesundheit darstellen könnten (z. B. Hackfleisch), ist anstelle des Mindesthaltbarkeitsdatums („mindestens haltbar bis:“ Datum) das Verbrauchsdatum („zu verbrauchen bis:“ Datum) anzugeben. Im alltäglichen ungenauen Sprachgebrauch werden Mindesthaltbarkeitsdatum und Verbrauchsdatum bei Lebensmitteln häufig gleichgesetzt. Die Haltbarkeit wird mit einem Haltbarkeitstest ermittelt.

## Nach Ablauf
Der Verbraucher muss nach Ablauf der Mindesthaltbarkeit damit rechnen, dass das Lebensmittel nicht mehr voll seiner Erwartung entspricht.
Unproblematisch sind:
- Veränderung des Aromas
- Veränderung der Konsistenz
- Austrocknung

Gesundheitsschädlich sind:
- Befall mit Bakterien mit oder ohne Giftbildung (z. B. Fleisch)
- Befall mit Schimmelpilzen (mit Giftbildung)
- Fäulnis

In den ersten Fällen ist der Verzehr des Produktes normalerweise unbedenklich, während bei Fäulnis, Bakterien- oder Pilzbefall Gefahr für die Gesundheit besteht. Dieser für den Verbraucher wesentliche gesundheitsrelevante Unterschied geht aus der Bezeichnung nicht hervor.
Das Mindesthaltbarkeitsdatum gilt nur für eine noch original verschlossene Packung. Das Öffnen führt dazu, dass Sauerstoff, Feuchtigkeit oder Mikroorganismen Zugang zum Lebensmittel haben und damit seinen Verderb verursachen bzw. beschleunigen.

## Rechtliches
Weder aus dem MHD noch aus dem Verbrauchsdatum leitet sich rechtlich ein Anspruch ab, wenn das Produkt bereits vor dem angegebenen Datum nicht mehr verzehrfähig ist und der Hersteller die Seriosität seiner Angaben nachweisen kann. Produkte mit abgelaufenem MHD dürfen weiter verkauft werden, sofern der Verkäufer sich davon überzeugt hat, dass die Ware einwandfrei ist. Entsprechend leitet sich daraus ab, dass kein Schadensersatzanspruch des Kunden besteht, wenn dieser ohne Absicht ein Produkt mit abgelaufenem MHD erwirbt, sofern das Produkt noch als einwandfrei betrachtet werden kann. Produkte mit abgelaufenem MHD dürfen auch grundsätzlich noch verarbeitet und – zumindest in Deutschland – mit einem neuen MHD versehen werden, wobei sich der Verarbeiter möglicherweise einem höheren Risiko aussetzt, im Schadensfall belangt werden zu können. Auch das Umetikettieren (z. B. wegen der COVID-19-Pandemie nicht verkauften Bieres) mit einem neuen MHD durch den Hersteller ist in Deutschland zulässig.
In Österreich gilt: „Ist die Mindesthaltbarkeitsfrist bereits abgelaufen, ist dieser Umstand deutlich und allgemein verständlich kenntlich zu machen.“
Im Gegensatz zu Produkten mit MHD dürfen Produkte mit Verbrauchsdatum nicht mehr nach Ablauf desselben verkauft werden. Von einem Verzehr wird ebenso abgeraten, da insbesondere bei Lebensmitteln erhöhte gesundheitliche Risiken bestehen.
Kommt es bei einem Lebensmittel häufig dazu, dass vor Ablauf des MHD das Produkt nicht mehr verzehrbar ist, sollte die für die Lebensmittelüberwachung zuständige Behörde verständigt werden. In der Regel wird der Hersteller dann dazu angehalten, neue Haltbarkeitsuntersuchungen durchzuführen und das MHD zu überprüfen und ggf. zu korrigieren.
Da sich das MHD bzw. das Verbrauchsdatum auf eine bestimmte Temperatur beziehen, kann durch Aufbewahrung bei geringeren Temperaturen die Haltbarkeit teilweise deutlich verlängert werden.
In der Europäischen Union ist das Mindesthaltbarkeitsdatum für Lebensmittel in Anhang X der Lebensmittel-Informationsverordnung und für Kosmetika in Artikel 19 der Verordnung (EG) Nr. 1223/2009 über kosmetische Mittel geregelt. Zuvor galten für Deutschland die § 7 LMKV (Lebensmittel-Kennzeichnungsverordnung) und § 5 Kosmetik-Verordnung.

## Vorschriften (Deutschland)
- Das Mindesthaltbarkeitsdatum ist unverschlüsselt mit den Worten „mindestens haltbar bis …“ unter Angabe von Tag, Monat und Jahr anzugeben.
- Die Angabe von Tag, Monat und Jahr kann auch an anderer Stelle erfolgen, wenn in Verbindung mit der Angabe „mindestens haltbar bis …“ auf diese Stelle hingewiesen wird (z. B. siehe Boden/Flaschenhals/Deckel o. Ä.).

- Abweichend davon kann

1. das Jahr entfallen, wenn die Mindesthaltbarkeit nicht mehr als drei Monate beträgt
2. der Tag entfallen, wenn die Mindesthaltbarkeit mehr als drei Monate beträgt
3. der Tag und der Monat entfallen, wenn die Mindesthaltbarkeit mehr als 18 Monate beträgt, dann muss jedoch jeweils das Mindesthaltbarkeitsdatum unverschlüsselt mit den Worten „mindestens haltbar bis Ende …“ angegeben werden.

Bei unverschlüsselter Angabe des Mindesthaltbarkeitsdatums unter Angabe von Tag, Monat und Jahr kann dieses die gesetzlich vorgeschriebene Losnummer ersetzen (§ 2 LKV).

## Produkte ohne MHD-Pflicht (Deutschland)
Die Angabe des Mindesthaltbarkeitsdatums ist nicht erforderlich bei

„1. frischem Obst, frischem Gemüse und Kartoffeln, nicht geschält, geschnitten oder ähnlich behandelt, ausgenommen Keime von Samen und ähnlichen Erzeugnissen, wie Sprossen von Hülsenfrüchten,

2. Getränken mit einem Alkoholgehalt von zehn oder mehr Volumenprozent,

3. alkoholfreien Erfrischungsgetränken, Fruchtsäften, Fruchtnektaren und alkoholhaltigen Getränken in Behältnissen von mehr als fünf Litern, die zur Abgabe an Verbraucher im Sinne des § 1 Abs. 1 Satz 2 bestimmt sind,

4. Speiseeis in Portionspackungen,

5. Backwaren, die ihrer Art nach normalerweise innerhalb 24 Stunden nach ihrer Herstellung verzehrt werden,

6. Speisesalz, ausgenommen jodiertes Speisesalz,

7. Zucker in fester Form,

8. Zuckerwaren, die fast nur aus Zuckerarten mit Aromastoffen oder Farbstoffen oder Aromastoffen und Farbstoffen bestehen,

9. Kaugummi und ähnlichen Erzeugnissen zum Kauen,

10. weinähnlichen und schaumweinähnlichen Getränken und hieraus weiterverarbeiteten alkoholhaltigen Getränken.“

## Geschichte
Das Mindesthaltbarkeitsdatum für Lebensmittel ist in der Bundesrepublik Deutschland seit Inkrafttreten der LMKV vom 22. Dezember 1981 vorgeschrieben, in Österreich entsprechend in LMKV (BGBl. II Nr. 165/2008) § 4 über die Kennzeichnung verpackter Waren.
Bereits am 5. Dezember 1963 forderte die Abgeordnete Hella Hanzlik (SPÖ) im Nationalrat Österreichs klare Kennzeichnung: „In Schweden gibt es seit 1946 ein halbstaatliches Institut für Konservierungsforschung und seit 1953 ein Büro der Tiefgefrierindustrie. Österreich verbraucht (vermutlich: 1962) jährlich pro Kopf erst 0,8 kg Tiefkühlobst, Schweden und Grossbritannien bereits 8 kg, die USA 23,5 kg. Die Konsumenten fordern …, dass leicht verderbliche Lebensmittel eindeutig gekennzeichnet werden. Irgendein verschlüsseltes Frischhaltedatum und verschwommene Kennzeichnungen wie zum Beispiel ‚Zum alsbaldigen Verbrauch bestimmt‘ müssen jetzt eindeutigen Deklarationen Platz machen.“

## Kritik und Reformvorschläge

### Mindesthaltbarkeit ungleich Verfallsdatum
Das Mindesthaltbarkeitsdatum kann zu Lebensmittelverschwendung führen. So beklagte der frühere deutsche Minister Christian Schmidt, dass viele Lebensmittel mit abgelaufenem Mindesthaltbarkeitsdatum, die jedoch eigentlich noch genießbar wären, von Verbrauchern weggeworfen würden, weil die Verbraucher das Mindesthaltbarkeitsdatum als ein Verfallsdatum missverstehen würden.
Die Initiative „Zu gut für die Tonne“ des deutschen Bundesministeriums für Ernährung und Landwirtschaft soll daher erstens die Verbraucher über die Unterschiede zwischen beiden Daten aufklären und zweitens die Liste derjenigen Lebensmittel erweitern, für die kein Mindesthaltbarkeitsdatum vorgeschrieben ist.

### Haltbarkeit über das Mindesthaltbarkeitsdatum hinaus
Der deutsche Dachverband der Tafeln informiert Verbraucher in einer Kampagne darüber, wie lange verschiedene Lebensmittelgruppen über das Mindesthaltbarkeitsdatum hinaus genießbar sein können. Zusätzlich fordert der Verband eine frühzeitige Ernährungsbildung, die Teil der Lehrpläne der Schulen werden soll. Verbraucher sollen dadurch befähigt werden, die Qualität eines Lebensmittels unabhängig vom MHD selbst einzuschätzen. Nötig sei zudem der Abbau rechtlicher Unsicherheiten beim Umgang mit Lebensmitteln, deren Mindesthaltbarkeitsdatum überschritten ist, um Spendern eine Weitergabe an Organisationen wie die Tafeln zu erleichtern.

### Herstellungsdatum angeben
Die Umweltschutzorganisation WWF fordert, Produkte auch mit einem Herstellungsdatum zu versehen, um so das bisher von den Herstellern nach eigenem Ermessen vergebene Mindesthaltbarkeitsdatum überprüfbar zu machen.